# جاكي فرايزر ليد
جاكي فرايزر ليد (بالإنجليزية: Jackie Frazier-Lyde)‏ مواليد 2 ديسمبر 1962 في بيافورت، هو ملاكم أمريكي يصنف ضمن فئة وزن فوق المتوسط.

## إحصائيات
خاض خلال مسيرته 15 نزالا، فاز في 13 وتعادل في 0 وخسر في 1. فاز بالضربة القاضية في 9 نزالا.

## وصلات خارجية
- جاكي فرايزر ليد على موقع بوكس ريك (الإنجليزية) (registration required)

- الموقع الرسمي